# سامانثا بريسيو
سامانثا بريسيو هي لاعبة كرة طائرة مكسيكية ولدت في 22 نوفمبر 1994.